# Food Chain Management
Das Food Chain Management (FCM) ist ein Teilgebiet der Agrar- und Ernährungswissenschaft mit starkem Einfluss der Wirtschaftswissenschaft und beinhaltet die Planung und Optimierung aller Prozesse entlang der Lebensmittelkette. Ferner stellt das FCM in der praktischen Umsetzung hohe Anforderungen an die Logistik. Im Food Chain Management werden Fachleute (Food Chain Manager) ausgebildet, die sowohl die landwirtschaftliche Erzeugung als auch die industrielle Weiterverarbeitung von Lebensmitteln im Blick haben.

## Begriff: Food Chain

Die Food Chain

Der Begriff Food Chain steht im Deutschen für die Wertkette bzw. Wertschöpfungskette für Lebensmittel, die den gesamten Weg von der Erzeugung landwirtschaftlicher Rohstoffe und ihrer Input-Sektoren über Transport und Verarbeitung für den Handel bis zum Essen auf dem Tisch des Endverbrauchers umfasst. Die Lebensmittelindustrie und ihre Partner müssen sich dabei in einem zunehmend komplexen Umfeld aus gesetzlichen Bestimmungen und spezifischen Standards bewegen.
Weiterhin werden analog dafür verwendet: Food-Value-Chain, Agribusiness, Agrar- und Ernährungswirtschaft.

## Food Chain Manager
Food Chain Manager sind Experten für die Lebensmittelkette. Sie überblicken den gesamten Weg der Nahrungsmittel vom Acker und Stall bis auf den Tisch zuhause. Er stellt ein Bindeglied zwischen Umwelt und Technik dar.

## Food Chain Management
Diese Art des Managements entspringt dem Gedanken einer durchgehenden Qualitätssicherung in der Nahrungsmittelkette nicht zuletzt vor dem Hintergrund der jüngsten Lebensmittelskandale. Hierbei stellt das FCM die Kombination verschiedener Kompetenzen dar, welche die Lücke schließt, die bisher in Deutschland zwischen landwirtschaftlichen Erzeugern von Lebensmitteln und den weiterverarbeitenden Unternehmen klafft.
Aus dem Bereich Agrarwirtschaft stammen Inhalte der Pflanzenbau- und Tierwissenschaft sowie der Agrarpolitik. Der Bereich der Ernährungs- und Hygienetechnik steuert unter anderem Kenntnisse aus Lebensmitteltechnologie, Qualitätsmanagement, Mikrobiologie und Hygiene bei. Betriebswirtschaftliche und logistische Aspekte bilden einen weiteren Pfeiler des FCMs.
Folglich sind dies die Kenntnisse um in einem internationalen Agrar- und Lebensmittelmarkt erfolgreich zu arbeiten. Dazu gehört exaktes Wissen um die Lebensmittel und ihre Produktion ebenso wie Vermarktungsstrategien und Information der Verbraucher.
Gerade die Logistik sieht sich im Zusammenhang mit Food Chain Management großen Herausforderungen gegenüber, da sich die Lieferketten aufgrund der vorangeschrittenen Globalisierung nicht selten über mehrere Länder erstrecken und die Lebensmittel somit lange Wege zurücklegen müssen. Zudem erschwert der hohe Komplexitätsgrad der Food Chains vom Hersteller bis zum Endverbraucher durch die Vielzahl an Beteiligten mit jeweils spezifischen Anforderungen und Bedürfnissen eine durchgängige Lebensmittelsicherheit sowie vollständige Rückverfolgbarkeit z. B. von verarbeitetem Rindfleisch.
Besonders die durch die EU-Verordnung VO(EG)178/2002 geforderte Rückverfolgbarkeit von Lebens- bzw. Futtermitteln über alle Produktions-, Verarbeitungs- und Vertriebsstufen hinweg ist bislang immer noch nicht vollständig gewährleistet. Die Umsetzung der EG-Verordnung stellt die Lebensmittelindustrie vor große Herausforderungen.
Die Fraunhofer-Gesellschaft hat im Jahr 2008 das Food Chain Management als eines ihrer Zukunftsthemen identifiziert und es für förderungswürdig befunden. Mehrere Institute der Fraunhofer-Gesellschaft aus diversen Wissenschaftsbereichen versuchen nun, gemeinsam mit der Lebensmittelindustrie, Lösungen zu erarbeiten, um die Rückverfolgbarkeit von Lebensmitteln über die gesamte Food Chain hinweg zu ermöglichen. Schlüsseltechnologien zur Erreichung der Ziele stellen dabei die so genannte RFID- sowie die Mikrosystemtechnik dar.

## Aspekte des Food Chain Managements
Wesentliche Aspekte von Food Chain Management sind die Lebensmittelsicherheit bezüglich chemischer oder mikrobiologischer Kontamination und die Lebensmittelqualität bezüglich Herkunft, Textur und Geschmack, aber auch die Rückverfolgbarkeit von Lebensmitteln („from fork to farm“). Dabei hat vor allem die Zusammenführung von notwendigen Informationsflüssen mit dem Materialfluss der Lebensmittel und ihrer Vorprodukte eine besonders hohe Bedeutung.

## Fraunhofer Allianz Food Chain Management
Die Allianz
Das vorrangige Ziel der Fraunhofer-Allianz Food Chain Management ist, durch gemeinsame Projektarbeit mit externen Partnern der Wirtschaft die neuesten wissenschaftlichen Erkenntnisse in neue Produkte und Lösungen auf dem Gebiet des FCM einfließen zu lassen. Insgesamt 11 Institute und Einrichtungen der Fraunhofer-Gesellschaft sind im Rahmen der Plattform Food Chain Management zusammengefasst:
- Entwicklungszentrum Röntgentechnik (EZRT) im Fraunhofer-Institut für Integrierte Schaltungen (IIS)
- Fraunhofer-Institut für Molekularbiologie und Angewandte Oekologie (IME)
- Fraunhofer-Institut für Photonische Mikrosysteme (IPMS)
- Fraunhofer-Institut für Physikalische Messtechnik (IPM)
- Fraunhofer-Institut für Verfahrenstechnik und Verpackung (IVV)
- Außenstelle für Verarbeitungsmaschinen und Verpackungstechnik Dresden
- Fraunhofer-Institut für Optronik, Systemtechnik und Bildauswertung (IOSB)
- Fraunhofer-Institut für Grenzflächen- und Bioverfahrenstechnik (IGB)
- Fraunhofer-Institut für Umwelt-, Sicherheits- und Energietechnik (UMSICHT)

Dabei stehen besonders neue Ansätze auf dem Gebiet der Lebensmittelsicherheit, Mikroelektronik und Logistik, die einfach in die gesamte Lebensmittelkette integriert werden können und möglichst hohe Wertschöpfung bei geringen Kosten aufweisen.
Die Aufgabe
Das Food Chain Management betrachtet die Lebensmittelkette – von der Urproduktion über die Verarbeitung und Handel bis hin zum Verbraucher – als einen ganzheitlichen Prozess. In diesem Zusammenhang sieht es die Allianz als Aufgabe, diesen Prozess zu analysieren und zu optimieren, um schließlich den Konsumenten so effizient und sicher wie möglich qualitativ einwandfreien Lebensmitteln zu gewährleisten.
Die Herausforderung
Food Chain Management weist eine nicht unerhebliche wirtschaftliche Bedeutung auf. In der Europäischen Union waren im Jahr 2006 rund 280.000 Unternehmen mit einem Umsatzvolumen von rund 840 Mrd. € (in Deutschland 138 Mrd. €) in der Lebensmittelbranche tätig und stellten ca. 4 Millionen Arbeitsplätze. Gerade im Zusammenhang mit den immer häufiger auftretenden Lebensmittelskandalen gewinnt das Food Chain Management immer größere gesellschaftliche Bedeutung, die sich durch Forderungen der Konsumenten nach Transparenz und Nachhaltigkeit bei der Produktion zeigt.